# Superoxidedismutase

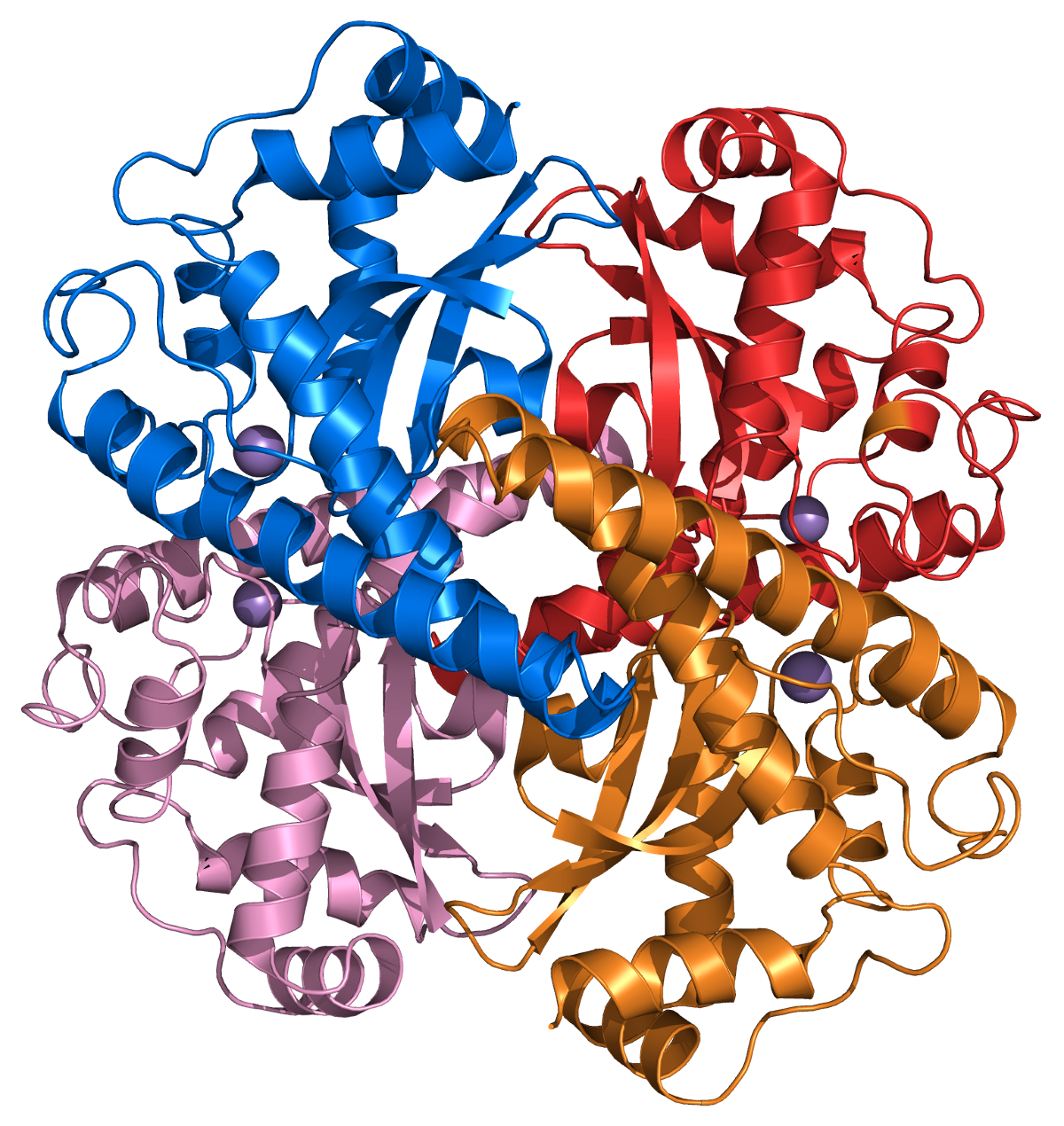
Voorstelling van Mn-superoxidedismutase

Superoxidedismutase of kortweg dismutase is een enzym dat zuurstofradicalen in levende cellen wegvangt door ermee te reageren tot zuurstof (O2) en waterstofperoxide (H2O2). Zuurstofradicalen zijn uiterst reactieve zuurstofmoleculen die als bijproduct worden gevormd bij de oxidatieve fosforylering en enkele andere celprocessen. Dismutase heeft de taak deze schadelijke deeltjes te neutraliseren, en is daarmee een belangrijke antioxidant.
Door zijn essentiële rol in oxidatieve stress komt dismutase voor in alle bekende levensvormen die zuurstof gebruiken voor hun stofwisseling. Een uitzondering zijn enkele lactobacilli die andere mechanismen gebruiken om zuurstofradicalen onschadelijk te maken.

## Structuur en functie
Superoxidedismutase is een klasse van enzymen, die een aantal verschillende metaalkernen kunnen hebben als actief centrum. Dit kan ijzer, koper/zink, mangaan of nikkel zijn. Het is afhankelijk van het gebruikte metaal dat zich in de ligandomgeving bevindt. De koper/zink-variant is het effectiefst voor zover bekend. De koper/zink-superoxidedismutase versnelt de volgende reactie:
{\displaystyle \mathrm {Cu^{2+}+2\ O_{2}^{\bullet -}+2\ H^{+}\ \longrightarrow Cu^{2+}+O_{2}+H_{2}O_{2}} }
De overall-reactie bestaat in feite uit de volgende twee reacties:
{\displaystyle \mathrm {Cu^{2+}+O_{2}^{\bullet -}\ \longrightarrow Cu^{+}+O_{2}} }
{\displaystyle \mathrm {Cu^{+}+O_{2}^{\bullet -}+2\ H^{+}\ \longrightarrow Cu^{2+}+H_{2}O_{2}} }
Opvallend hierbij is dat het enzym zowel Cu (I) als Cu(II) laat reageren met superoxide, het zuurstofradicaal. Hierdoor kan het enzym altijd actief zijn, zowel met een eenwaardig als met een tweewaardig koperatoom gebonden in het enzym. Hierdoor kan de reactie zo supersnel plaatsvinden. H2O2 wordt vervolgens "opgeruimd" door katalase, een enzym dat grofweg een factor duizend langzamer werkt dan superoxidedismutase. 
|  |  |  |

Het is overigens ook niet voor niets dat superoxidedismutase zo snel reageert; superoxide behoort namelijk tot de reactiefste moleculen en zou praktisch met alles reageren wat het aan moleculen tegenkomt, dus ook met bijvoorbeeld DNA. Het snel opruimen van de radicalen is dan ook noodzakelijk om schade aan het DNA te voorkomen. De radicalen komen dan vrij als "bijprodukt" van diverse reacties, met name bij het omzetten van glucose in energie.